# Мајтнер (кратер)
Кратер Мајтнер је велики ударни метеорски кратер на површини планете Венере. Налази се на координатама 55,6° јужно и 38,4° западно (планетоцентрични координатни систем +Е 0-360) и са пречником од 149 км међу највећим је ударним кратерима на овој планети (трећи по величини).
Кратер је име добио према аустријско-шведској физичарки и првој жени на месту редовног професора Берлинског универзитета Лиси Мајтнер (1878—1968), а име кратера је 1979. усвојила Међународна астрономска унија.
На радарском снимку кратера јасно се издваја неколико степенастих прстенова чије висине постепено расту како се иде од унутрашњости кратера ка спољашњем делу. На југозападном делу примећује се мањи светлији ток, вероватно од таложења избаченог материјала. 